# Norsk Tipping

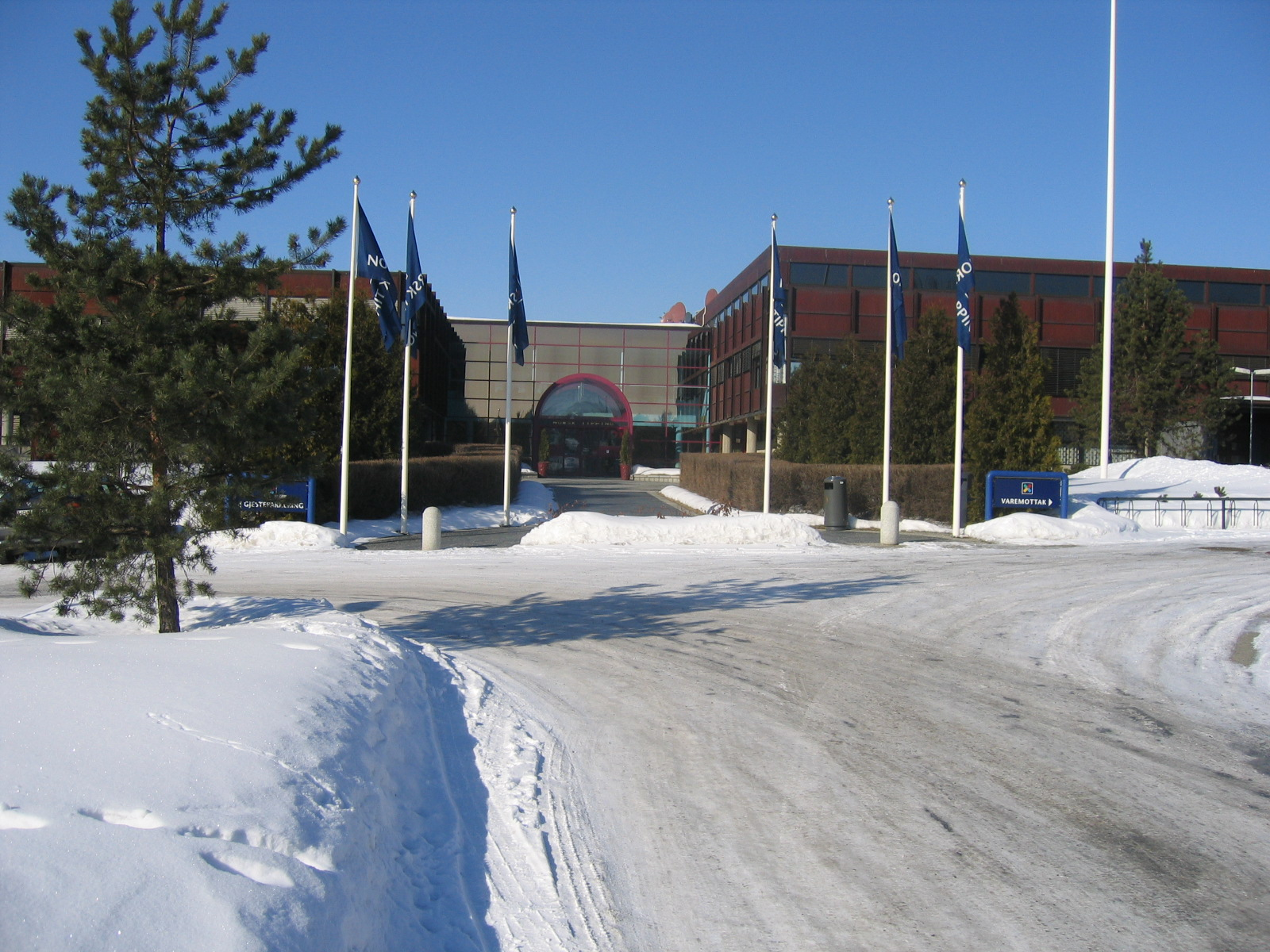
Norsk Tippings byggnad i Hamar

Norsk Tipping är ett statligt spelbolag i Norge som motsvarar Svenska Spel i Sverige. Företaget bildades 1948 och har huvudkontor i Hamar.
Norsk Tipping har monopol på pengaspel i Norge och Kultur- och kirkedepartementet avgör spelreglerna och hur stor del av insatsen som skall gå tillbaks till spelarna. Överskottet delas i lika stora delar mellan idrotten och kulturen. Pengarna till idrotten fördelas av regeringen medan pengarna till kulturen fördelas till två tredjedelar av Stortinget och en tredjedel av regeringen.

## Historik
13 maj 1948 blev den första spelomgången genomförd. Spelet bestod av 12 engelska fotbollsmatcher. Radpriset var 25 öre och omsättningen 52 892,50 NOK. 2002 var omsättningen 9,7 miljarder NOK

## Spel
Norsk Tipping har följande spel
- Tipping
- LangOddsen
- Oddsbomben
- Vinneroddsen
- Lotto
- Viking Lotto
- Joker
- Extra
- Flax-lodd

## Förbud mot betalningar
Den 1 juni 2010 införde Norge ett förbud mot penningtransaktioner mellan norska banker och vilken som helst utländsk speloperatör. Norge är det enda landet i Europa som har infört ett betalningsförbud, ett förbud som kräver att norska banker och kreditinstitut blockerar alla former av överföringar till utländska konkurrenter till Norsk Tipping och Norsk Rikstoto. Dock har vissa utländska spelbolag lösningar som tillåter norrmän att fortsätta spela hos dem.
Den 7 maj 2018 beslutade Stortinget att begränsa norska spelares tillgång till utländska online-spelföretag. Denna åtgärd syftar till att skydda Norsk Tipping från utländsk konkurrens. Många anser dock  att det endast är en tidsfråga innan monopolet avskaffas. Detta har redan hänt i Sverige och Danmark, där liknande arrangemang tidigare funnits. Genom att tillåta konkurrens och ge privata aktörer licens för helt laglig verksamhet i Norge skulle man kunna beskatta norrmännens spelkostnader, som nu försvinner till företag med licens från andra länder, såsom Malta. . Offentliga studier visar dock att det sannolikt inte skulle innebära mer pengar för syftet med en sådan modell.

## Onlinespel
År 2012 gav Kulturdepartementet Norsk Tipping i uppdrag att lansera onlinespel för att styra norrmännens spelintresse till en säkrare miljö. Eftersom oreglerade spelbolag årligen genererar miljarder kronor i intäkter är ambitionen att erbjuda samma typer av spel, men inom trygga ramar och med begränsningar. Dessutom går vinsten till goda ändamål, liksom andra intäkter från Norsk Tipping.
Som det enda lagliga onlinecasinot med norsk spellicens har Norsk Tipping exklusiva rättigheter till hasardspel med stora vinster i Norge. Onlinesporttjänsten består av ett stort utbud av spel och inkluderar följande kategorier: 
- Hjulspel
- Bordsspel
- Videopoker
- Lotterier
- Sport
- Len
- Bingoria

## KingCasino
År 2016 lanserades kasinoprojektet Norsk Tipping KongKasino. Här finns cirka 350 casinospel, inklusive spelautomater och variationer av klassiska bordsspel som blackjack och roulette. Spelen är indelade i spel med hjul, bordsspel, jackpottspel och alla spel. Noterbart är att det inte finns något livecasino. De använde spel från utvecklarna NetEnt, PushGaming och IGT.